# Филимонов, Андрей Викторович

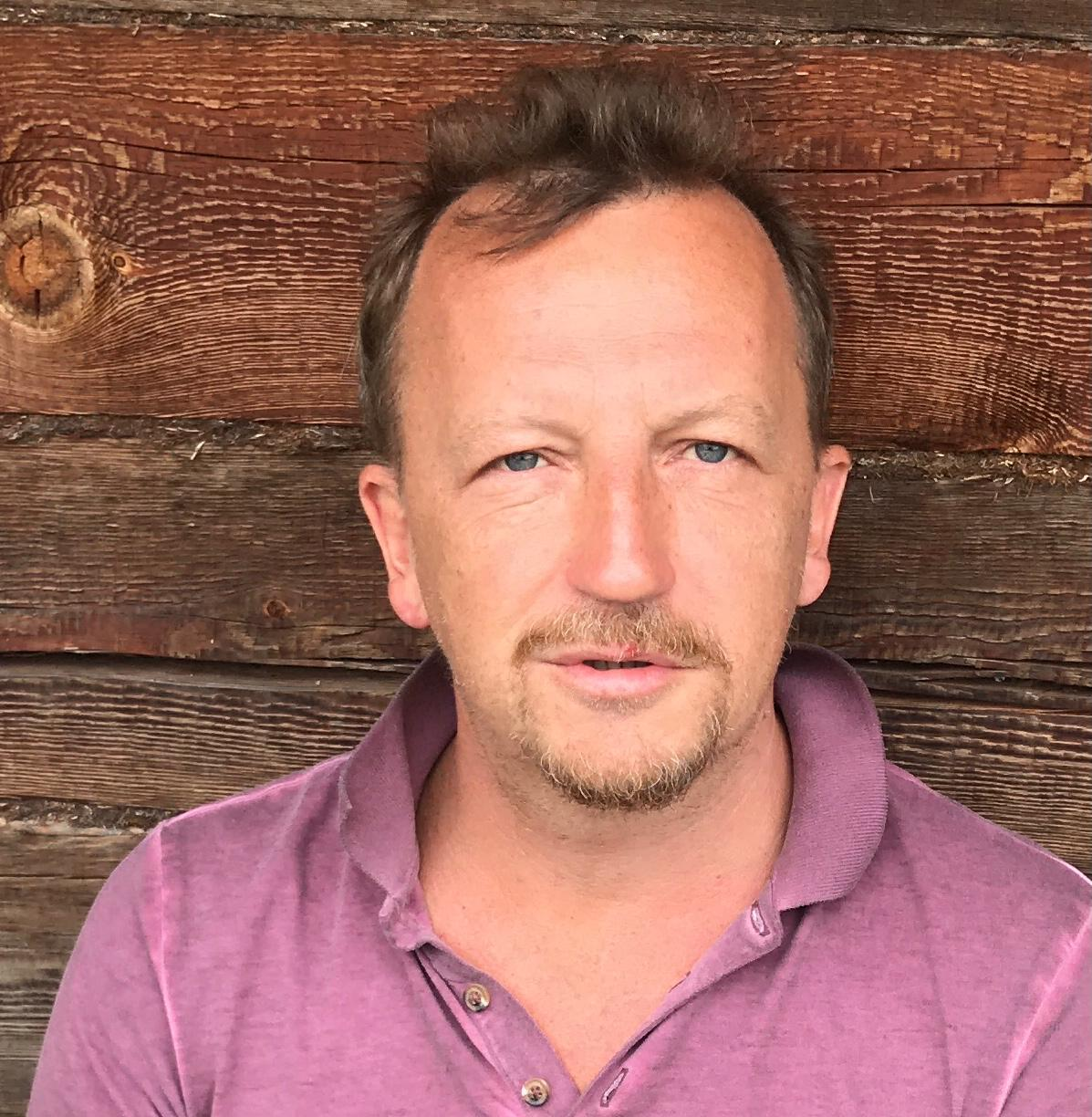

Андрей Викторович Филимонов (род. 7 июля 1969, Томск, СССР) — российский писатель и поэт, журналист. Основатель передвижного поэтического фестиваля «ПлясНигде» («PlaceНигде»).

## Биография
Андрей Филимонов родился 7 июля 1969 года в Томске. С начала 90-х годов вместе с друзьями устраивал хеппининги и поэтические перформансы, выпускал «самиздатовские» сборники. После окончания в 1994 году философского факультета Томского государственного университета всерьез занялся литературой и журналистикой. Был одним из ведущих журналистов томской телекомпании ТВ2. Одновременно с работой на телевидении, основал в 2012 году международный передвижной поэтический фестиваль «PlасеНигде», впервые проведенный в том же году в Томске (позднее — в Берлине, Париже и ряде других городов). Практически сразу после фестиваля Филимонов переселился из Томска в Москву, где целиком посвятил себя литературной деятельности.
Ещё в конце 90-х годов он совместно с Максом Батуриным написал книгу «Из жизни елупней», которая была опубликована в 2012 году, и привлекла внимание критиков и читателей. Следующий роман «Головастик и святые» оказался в шорт-листах нескольких престижных премий, а последовавшие за ним прозаические книги, которые выпускало издательство АСТ, также неоднократно выдвигались на премии, и сделали Филимонова постоянным автором в издательстве Елены Шубиной. Одновременно выходили небольшие сборники стихов (последний — в издательстве «Пальмира»).
В качестве журналиста Андрей Филимонов с 2016 года сотрудничал с «Радио Свобода» и проектом «Сибирь. Реалии». После начала полномасштабного вторжения российских войск в Украину был вынужден уехать из России, сначала в Грузию, а затем в Западную Европу. Его статьи и романы имели достаточный резонанс, чтобы 8 апреля 2022 года Минюст России внёс Филимонова в реестр СМИ — «иностранных агентов».

## Творчество
В 2017 году роман Филимонова «Головастик и святые» включен в шорт-листы премий «Национальный бестселлер» и «НОС» .
В 2018 году с романом «Рецепты сотворения мира» Андрей Филимонов вышел в финал премии «Большая книга», по результатам голосования получив приз читательских симпатий.

## Премии
- Лауреат премии «Большая книга» (приз читательских симпатий, 2018) за роман «Рецепты сотворения мира»